# Troják
Troják este o arie protejată (arie specială de conservare — SAC, sit de importanță comunitară — SCI) din Republica Cehă întinsă pe o suprafață de 649,29 ha, integral pe uscat.

## Localizare
Centrul sitului Troják este situat la coordonatele 49°16′07″N 17°18′09″E / 49.268611°N 17.3025°E.

## Înființare
Situl Troják a fost declarat sit de importanță comunitară în aprilie 2005 pentru a proteja un număr necunoscut de specii din flora spontană și fauna sălbatică aflate în arealul zonei. Situl a fost protejat și ca arie specială de conservare în august 2016.

## Biodiversitate
Situată în ecoregiunea continentală, aria protejată conține 2 habitate naturale: Păduri de fag Asperulo-Fagetum, Păduri de stejar și carpen Galio-Carpinetum.
La baza desemnării sitului se află un număr nedeclarat de specii protejate.